# Heikki Kovalainen
Heikki Johannes Kovalainen (phát âm tiếng Phần Lan: [ˈhei̯kːi ˈkoʋɑlɑi̯nen]; sinh ngày 19 tháng 10 năm 1981) là một tay đua người Phần Lan thi đấu tại giải đua xe Japan Rallye Championship cho AICELLO. Anh từng tham gia Công thức 1 từ năm 2007 đến 2013 cho các đội Renault, McLaren, Lotus, Caterham và Lotus F1 Team và giành được một chiến thắng duy nhất tại giải đua ô tô Công thức 1 Hungary 2008. Sau khi rời Công thức 1, anh tham gia giải đua Super GT Japan từ năm 2015 đến 2021 và giành chức vô địch của giải này vào năm 2016.

## Sự nghiệp

### Sự nghiệp tiền Công thức 1

##### Thời gian lái thử cho Renault (2004-2006)
Vào tháng 12 năm 2003, Kovalainen, Franck Montagny và José María López đã lái thử chiếc xe Renault R23B F1 ở Barcelona. Ngoài ra, anh cũng đã lái thử cho Minardi nhưng Renault đã cho anh lái thử lần thứ hai cùng với Montagny vào năm 2004. Vào cuối năm 2005, anh thay thế Montagny và trải qua mùa giải 2006 với tư cách là tay đua thử nghiệm toàn thời gian.

### Sự nghiệp Công thức 1

#### Renault (2007)
Vào năm 2007, Fernando Alonso đã ký hợp đồng với McLaren cho mùa giải 2007. Vì vậy, Renault đã chọn anh làm tay đua chính và điều đó dược xác nhận vào ngày 6 tháng 9 năm 2006.